# Prvenstvo Hrvatske u kriketu
Prvenstvo Hrvatske u kriketu je najviši razred hrvatskog kriketaškog natjecanja. 

## Povijest
Održava se od 2000. godine u formatu 40 overa po momčadi.

## Natjecateljski sustav
Od 2001. do 2006. godine prvenstvo se igralo preko dvaju vikenda godišnje. 2007. se je godine prešlo na natjecateljski sustav u kojem svatko igra sa svakim, kod kuće i u gostima.
Popis kriketaških prvaka Republike Hrvatske.
- 2001.: Zagreb
- 2002.: Zagreb
- 2003.: Zagreb
- 2004.: Zagreb
- 2005.: Zagreb
- 2006.: Zagreb
- 2007.: Zagreb
- 2008.: Sir Oliver
- 2009.: Hrvatski sokol
- 2010.:
- 2011.:
- 2012.:
- 2013.:
- 2014.:
- 2015.:
- 2016.:
- 2017.:
- 2018.:
- 2019.:
- 2020.: